# Rhyacotriton
Rhyacotriton är ett släkte av groddjur som beskrevs av Dunn 1920.
Släktets arter förekommer i nordvästra USA. De når en längd av 3,8 till 10 cm. Typisk är ett smalt huvud med stora ögon, korta extremiteter och en avplattad svans. Färgsättningen på ovansidan är brun till olivgrön med otydliga fläckar samt orange till gul på undersidan.
Exemplaren lever i kalla vattendrag i barrskogar med mossa och ormbunkar vid stranden. De gömmer sig på land under stenar eller i mossa. Honor kan para sig hela året men oftast sker fortplantningen under våren eller sommaren. Vid parningen höjer hannen sin svans över kroppen. Grodynglens metamorfos kan sträcka sig över tre till fem år. Arterna skiljer sig främst i sina genetiska egenskaper.
Rhyacotriton är enda släktet i familjen Rhyacotritonidae.
Arter enligt Catalogue of Life:
- Rhyacotriton cascadae
- Rhyacotriton kezeri
- Rhyacotriton olympicus
- Rhyacotriton variegatus

IUCN listar Rhyacotriton variegatus som livskraftig (LC) och alla andra som nära hotad (NT).